# Pothyne suturalis
Pothyne suturalis là một loài bọ cánh cứng trong họ Cerambycidae.